# Cyanoramphus saisseti
Cyanoramphus saisseti é uma espécie de ave da família Psittacidae.
É endémica da Nova Caledónia.
Os seus habitats naturais são: florestas subtropicais ou tropicais húmidas de baixa altitude, regiões subtropicais ou tropicais húmidas de alta altitude, savanas áridas e matagal húmido tropical ou subtropical.